# Alfred Walter (Dirigent)
Alfred Walter (* 8. Mai 1929 in Wallern, Tschechoslowakei; † 7. März 2004 in Brüssel) war ein österreichischer Dirigent und Generalmusikdirektor.

## Leben und Wirken
Walters Eltern lebten in Wallern (heute Volary) in Südböhmen, das 1918 von Österreich-Ungarn an die Tschechoslowakei überging. Als Kind begann Alfred Walter mit Klavierunterricht. Am Gymnasium in Prachatitz wurde der Komponist und Musikpädagoge Rudolf Leberl auf ihn aufmerksam. Nach der Vertreibung aus der Tschechoslowakei ins oberpfälzische Sulzbach an der Donau traf er ihn wieder und  er wurde 1946 Mitglied bei der Regensburger Domspatzen. Walter studierte an der Karl-Franzens-Universität Graz und wurde 1948 zweiter Dirigent am Theaterhaus in Ravensburg. 1951 wurde er an das Opernhaus Graz verpflichtet, wo er bis 1965 tätig war. Daneben war er auch Assistent von Hans Knappertsbusch und Karl Böhm bei den Bayreuther Festspielen, wo er ab 1961 als Studienleiter wirkte.
Von 1966 bis 1969 war Walter für drei Jahre Chefdirigent des Durban Symphony Orchestra in Südafrika und in den Jahren 1969 bis 1970 Chefdirigent des Isländischen Radio-Symphonieorchesters bei Radio Reykjavík. Ab 1970 wurde er für 15 Jahre (bis 1985) zum Generalmusikdirektor des Städtischen Bühnen Münster bestellt, trat aber auch als Gastdirigent auf, so auch mehrfach an der Wiener Staatsoper, aber auch beim Festival Seoul, Festival Montreux und an der Hamburger Staatsoper. Er dirigierte zudem Konzerte unter anderem in Wien, Brüssel, Kopenhagen, Stuttgart und Dublin. Seine besondere Liebe galt als Dirigent des Städtischen Orchester in Münster den Werken von Richard Wagner, Anton Bruckner und Gustav Mahler und denen zeitgenössischer Komponisten wie Isang Yun, Viktor Kalabis oder Gottfried von Einem.
Im Jahr 1984 wurde Walter für zwei Jahre Chefdirigent des Radio-Symphonieorchester des belgischen Rundfunks in Brüssel und war anschließend nur noch als freier Dirigent tätig. Zudem war er Mitglied der Rotarier.
Seine Diskographie entstand vorwiegend für die Labels Naxos und Marco Polo und umfasst Werke von Johann Strauss (Sohn) (über 20 CDs der 52 CDs umfassenden Gesamtaufnahme) und alle Symphonien von Wilhelm Furtwängler und Louis Spohr sowie ausgewählte Werke von Gottfried von Einem, Max von Schillings, Franz Schubert, Oscar Straus und Carl Reinecke.

## Auszeichnungen
- 1986: Titel Professor (Österreich)
- 1981: Goldmedaille der Internationalen Gustav Mahler Gesellschaft Wien[2]